# Gofr brukselski

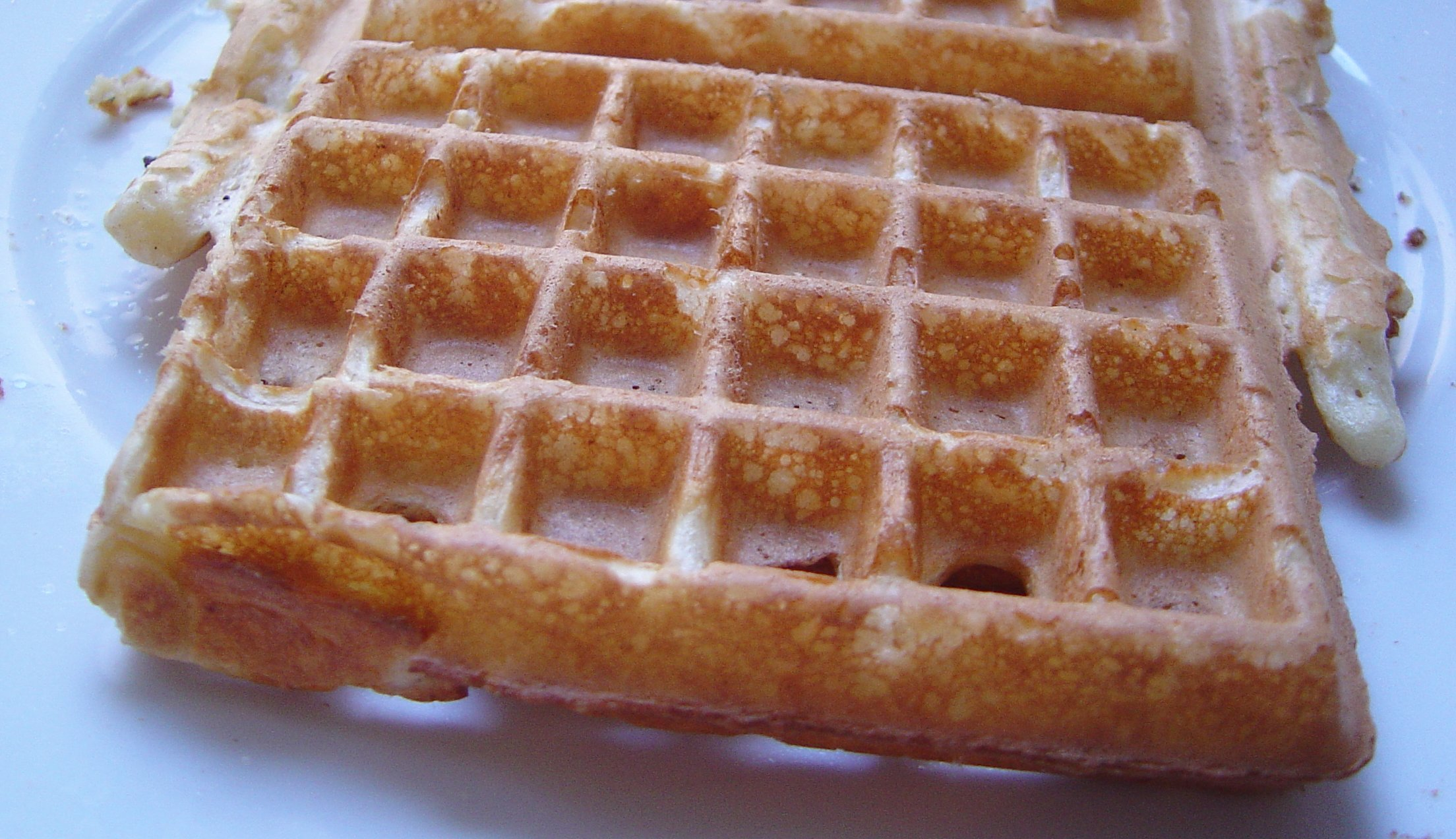
Gofr brukselski

Gofr brukselski (fr. Gaufre de Bruxelles, niderl. Brusselse wafel) – lekki gofr na bazie rzadkiego ciasta drożdżowego bez cukru, będący specjałem kuchni belgijskiej. Znany także poza granicami Belgii, np. w Ameryce jako „gofr belgijski”. Nie należy go mylić z gofrem z Liège, czyli leodyjskim.

## Opis
Gofr brukselski jest duży, lekki i idealnie prostokątny, o wymiarach 16 na 18 cm. Może mieć 20 lub 24 dużych i stosunkowo głębokich „kratkowanych wgłębień”. Jego struktura jest delikatna („prawie można przez niego patrzeć”), a skórka powinna być złocistobrązowa i chrupiąca, zaś środek miękki.

## Nazwa
Wbrew temu, co sugerowałaby nazwa, gofr brukselski nie pochodzi z Brukseli, ale z Gandawy. Wypieczony został tam przez Maximiliena Consaela, który nazwał tak swój produkt cukierniczy ze względów komercyjnych. Bogata Bruksela była synonimem luksusu, a Gandawa była miastem ludu, miastem mniej szykownym, w związku z tym produkt kojarzący się z Brukselą zyskiwał przewagę komercyjną.

## Historia i współczesność

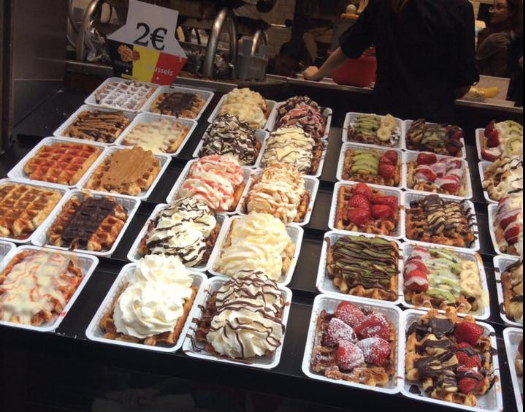
Gofry sprzedawane w Brukseli

Po raz pierwszy gofry brukselskie pojawiły się w sprzedaży w 1839 roku. Maximilien Consael sprzedawał je w obwoźnej luksusowej cukierni, o sali restauracyjnej udekorowanej lustrami, która nazywała się „Grand Etablissement Max” i zatrzymywała się m.in. na jarmarkach. Oprócz gofrów dostępne były także appelbeignet, robione według własnej receptury. Zamówione gofry brukselskie były przynoszone klientom do stołu przez elegancko ubranych kelnerów. Do „Grand Etablissement Max” uczęszczały wyższe sfery.
Obecnie w centrum historycznej Gandawy zlokalizowana jest restauracja „Etablissement Max”, gdzie gofry brukselskie są wypiekane przez potomka ich „wynalazcy”, Yvesa Van Maldeghema, według oryginalnej receptury i za pomocą dwunastu autentycznych gofrownic, które są rozgrzewane nad płomieniami ognia gazowego, podobnie jak miało to miejsce w XIX wieku. 
Współcześnie gofry brukselskie są popularnym belgijskim street food.

## Przyrządzanie i podawanie

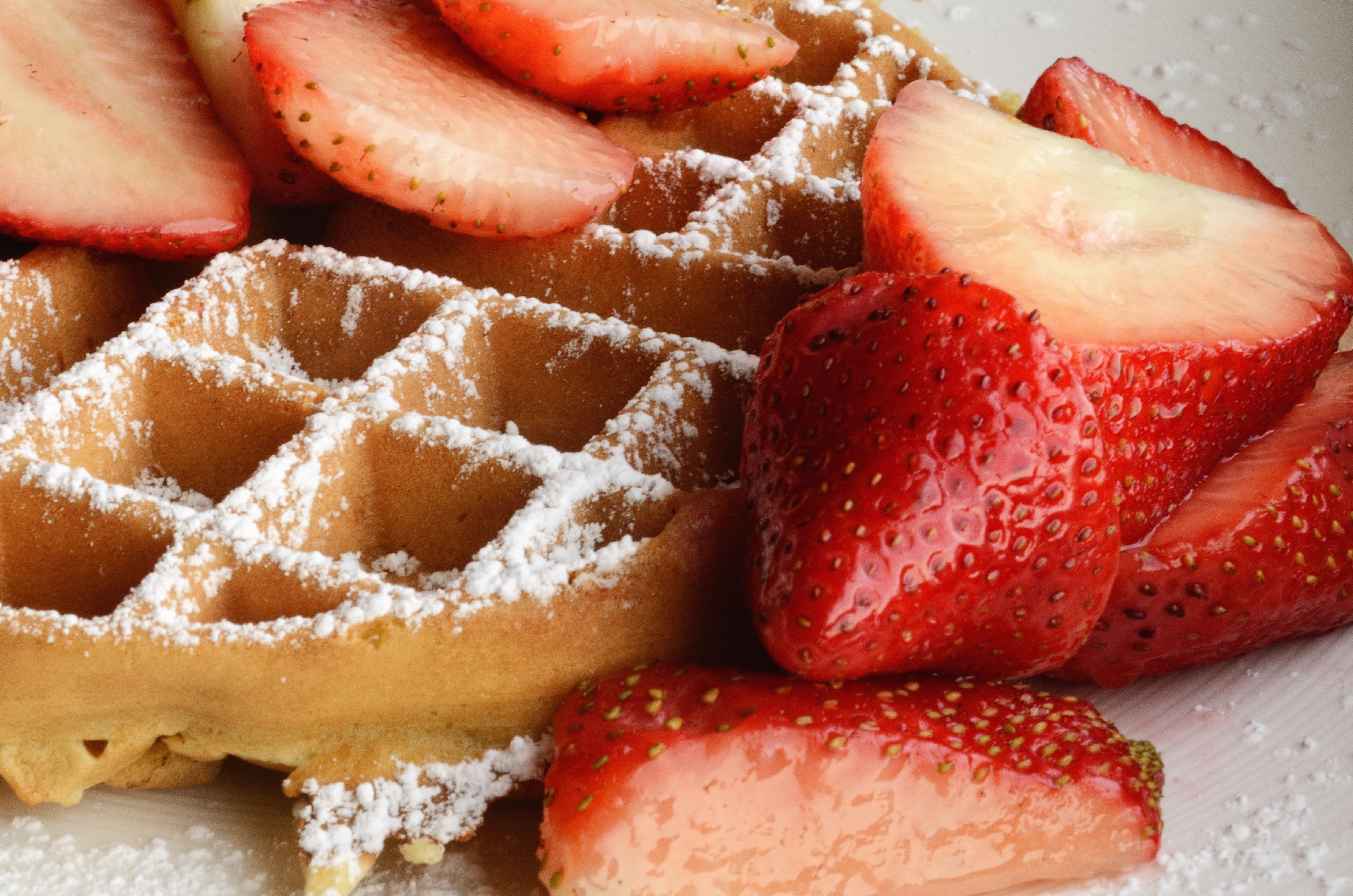
Gofr brukselski z truskawkami i cukrem pudrem

Gofry brukselskie robi się z rzadkiego ciasta drożdżowego, przyrządzanego bez cukru. Ciasto nie jest ugniatane, lecz ubijane i mieszane trzepaczką aż do uzyskania homogenicznej masy. Podstawowymi składnikami są:
- mąka pszenna,
- woda,
- mleko,
- masło,
- jajka,
- świeże drożdże,
- szczypta soli[2],
- wanilia[5].

Gofry wypieka się w gofrownicach w wysokiej temperaturze (250 °C). 
O jakości i smaku gofrów brukselskich decydują m.in. użyte składniki, które powinny być świeże (drożdże, jajka), a nie liofilizowane, i mieć temperaturę pokojową; świeże masło stopione, zaś piana z białek jaj powinna być dodawana na samym końcu.
Gofr jest spożywany na ciepło. Tradycyjnie był polewany masłem, lecz współcześnie jest podawany z różnymi garniturami: posypany cukrem pudrem, z truskawkami, z bitą śmietaną czy roztopioną czekoladą.

## Gofry brukselskie w Ameryce
Gofry brukselskie są znane w Stanach Zjednoczonych jako „gofry belgijskie” (ang. Belgian waffles), a wersję takiego gofra można zamówić w restauracjach i kawiarniach na terenie całego kraju.
Po raz pierwszy gofry brukselskie zostały zaprezentowane szerokiej publiczności amerykańskiej na światowej wystawie w 1964 roku, która odbyła się w Nowym Jorku. Zyskały uznanie dzięki temu, że były lekkie i chrupiące w porównaniu do swoich amerykańskich odpowiedników. Podczas trwania wystawy gofry brukselskie były wypiekane według rodzinnej receptury. Maurice i Rose Vermersch wraz z córką MariePaule wypiekali dla zwiedzających wystawę średnio 2500 gofrów dziennie, po które ustawiała się długa kolejka. Gofry brukselskie dekorowali bitą śmietaną, cukrem pudrem i kawałkami truskawek.  